# 李艺花
李艺花（1963年4月27日—），河北省保定市人，中国前女子跳水运动员，加拿大國家跳水隊教练員。她曾經获得1983年、1985年跳水世界盃的女子組3公尺跳板金牌，加冕跳水世界冠軍。
1990年移民加拿大，开始跳水教练員的生涯。后來成为加拿大国家跳水队教练員，是埃米莉·埃曼斯的執行教练員。